# Holda
Ne doit pas être confondu avec (872) Holda.

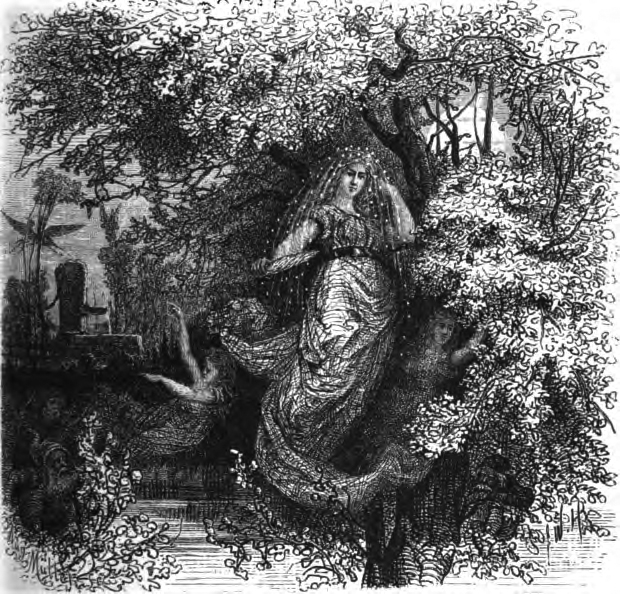
« Holda la protectrice bienveillante » par Friedrich Wilhelm Heine, 1882.

Frau Holda, ou Holle est, dans le folklore germanique comme défini par Jacob Grimm, la gérante surnaturelle du filage, de l'accouchement et des animaux domestiques, et est également associée à l'hiver, aux sorcières et à la chasse fantastique. Son nom est apparenté à certains êtres scandinaves comme les Huldres et la völva huld. Jacob Grimm la considère comme une déesse de l'antiquité germanique.